# دم‌چتری پاپوآیی
دم‌چتری پاپوآیی یا دم‌چتری گینه نو (نام علمی: Drymodes beccarii) گونه‌ای از پرندگان تیرهٔ سینه‌سرخ‌های استرالزی (Petroicidae) است. مشخص شد که از نظر ژنتیکی متمایز از دم‌چتری شمالی است که در گذشته با آن همسان در نظر گرفته می‌شد.
در گینه نو و جزایر آرو یافت می‌شود و سه زیرگونه ارد.